# Tetsuo (sterrenstelsel)
Tetsuo is een balkspiraal-vormig sterrenstelsel in het sterrenbeeld Lynx. Het stelsel is een interagerend sterrenstelsel van het stelsel Akira. Het zwarte gat in het centrum van Akira voedt zich met gassen en andere materie van Tetsuo. Door de zwaartekracht van Akira slokt deze Tetsuo op, waardoor de twee stelsels aan het fuseren zijn.
Het sterrenstelsel is vernoemd naar het hoofdpersonage uit de manga-reeks Akira. De ontdekker van het sterrenstelsel, Edmond Cheun, heeft voor deze naam gekozen, omdat het stelsel tijdens het MaNGA-project ontdekt is en omdat hij een hommage aan zijn thuisinstelling (de Universiteit van Tokio) wilde brengen.